# Encephalitozoon intestinalis
Espèce
Encephalitozoon intestinalis est une espèce de parasites intestinaux de la famille des Encephalitozoonidae susceptible de causer de la microsporidiose.

## Génétique
Cette espèce est notamment connue pour posséder l'un des plus petits génomes connus au sein des organismes eucaryotes. Son génome, qui a été séquencé en 2010, comporte en effet 2,6 Mbp (millions de paires bases).

## Systématique
Le nom valide complet (avec auteur) de ce taxon est Encephalitozoon intestinalis (Cali (d), Kotler (d) & Orenstein (d)) Hartskeerl (d), Van Gool (d), Schuitema (d) & Didier (d).
L'espèce a été initialement classée dans le genre Septata sous le basonyme Septata intestinalis A.Cali, D.P.Kotler & J.M.Orenstein, 1993.
Encephalitozoon intestinalis a pour synonyme :
- Septata intestinalis A.Cali, D.P.Kotler & J.M.Orenstein, 1993